# Mekar Jaya (Lempuing)
Mekar Jaya is een bestuurslaag in het regentschap Ogan Komering Ilir van de provincie Zuid-Sumatra, Indonesië. Mekar Jaya telt 2781 inwoners (volkstelling 2010).